# Пойдёт
«Пойдёт» (стилизовано как «Пойдет») — сингл российского рэп-исполнителя Моргенштерна, выпущенный 19 мая 2023 года.

## История
19 мая 2023 года были выпущены песня и клип. Моргенштерн называл этот трек «весёлым», но весёлого в песне Пойдёт как в лучших треках Гуфа: песня о прожиге жизни, пороках и веществах. «Мой охранник теперь охраняет меня от меня» — читает Алишер, а в самом конце трека передает привет кураторке русского рэпа Екатерине Мизулиной. Троллинг в стиле Алишера: Екатерине Мизулиной в этой песне точно многое не понравится.
В начале клипа было сказано, что Моргенштерн вместе с Даней Милохиным попали в аварию на тайском острове Пхукет в Таиланде. По данным портала, звёзды не справились с управлением скутера и врезались в автомобиль местного водителя недалеко от пляжа Банг Тао. О том, кто именно был за рулем транспортного средства, а также о том, получили ли рэпер и блогер какие-то травмы, не сообщается.

## Видеоклип
Видеоклип на песню вышел одновременно с синглом. Музыкальное видео набрав за 13 дней 4 миллиона просмотров на YouTube

## Чарты
| Чарт (2023)   | Высшая позиция |
| ------------- | -------------- |
| YouTube       | 2              |
| Яндекс Музыка | 31             |